# Stenocypris bolieki
Stenocypris bolieki är en kräftdjursart som beskrevs av Ferguson 1962. Stenocypris bolieki ingår i släktet Stenocypris och familjen Cyprididae. Inga underarter finns listade i Catalogue of Life.